# Fríðrikur Petersen
Fríðrikur Petersen (Saltnes, 1853. április 22. – 1917. április 26.) feröeri evangélikus lelkész, költő, politikus, a Sambandsflokkurin első elnöke. Feröer egyik első nagy költőjének tekintik.

## Pályafutása
Iskoláit Tórshavnban és Reykjavíkban végezte. 1875-ben érettségizett. 1876-ban filozófiai, 1880-ban Koppenhágában evangélikus teológiai végzettséget (cand. theol.) szerzett. Ezután 1885-ig Sandoy, majd 1900-ig Suðuroy szigetén volt lelkész. 1900-tól haláláig Nesben volt esperes.
1887–1893 között Hvalba egyházközség polgármestere volt. 1890–1891 és 1893–1917 között a Løgting tagja volt. 1894–1902, 1906–1914 és 1915–1917 között a Landsting képviselője is volt. 1906-ban egyik alapító tagja volt a Sambandsflokkurin nevű pártnak, amelynek az alapítástól haláláig az első elnöke volt.
1907-ben a Dannebrog-rend lovagjává ütötték.

## Magánélete
Szülei Súsanna Fredrikka Óladóttir Hansen Nesből és Johannes Petersen Klaksvík norðan úr Vági nevű településrészéből. Apja tanár és a nesi egyházközség hivatalnoka volt. Felesége Sofie Amalie szül. Wesenberg Koppenhágából.

## Művei
Petersen jó dalszerző is volt. Legismertebb dalai közé tartozik a „Tiðin rennur sum streymur i á” (Folyik az idő mint áramlás a folyóban) (1882), „Deyði hvar er broddur tín” (Halál, hol a te fullánkod) (1900) és a „Merry Christmas” karácsonyi himnusz feröeri változata (1891). „Eg oyggjar veit” (Szigetekről tudok) című dala, amelyet 1877-ben szerzett és 1892-ben jelent meg, rendkívül népszerűvé vált, és szinte nemzeti himnuszként énekelték.
1892-ben lefordította a Miatyánkot dán nyelvről feröerire.

## Hatása
Róla kapta a nevét Toftir (egyben Nes község) új temploma, az 1994-ben felszentelt Fríðrikskirkjan.